# What If… Thor Were an Only Child?
«What If… Thor Were an Only Child?» (с англ. — «Что, если… Тор был бы единственным ребёнком?») — седьмой эпизод первого сезона американского анимационного телесериала «Что, если…?», основанного на одноимённой серии комиксов издания Marvel Comics.
В это эпизоде исследуется, что было бы, если события фильма Кинематографической вселенной Marvel (КВМ) «Тор» произошли бы по другому, где Тор вырос без своего приёмного брата Локи и начал вести образ жизни тусовщика. Сценарий к эпизоду написала главный сценарист А. С. Брэдли, а режиссёром стал Брайан Эндрюс.
Джеффри Райт повествует события мультсериала в роли Наблюдателя, и в озвучке эпизода также приняли участие Крис Хемсворт (Тор), Натали Портман, Том Хиддлстон (Локи), Кэт Деннингс, Сэмюэл Л. Джексон, Джефф Голдблюм, Коби Смолдерс, Кларк Грегг, Фрэнк Грилло, Тайка Вайтити, Карен Гиллан, Джейми Александр, Сет Грин, Александра Дэниэлс и Рэйчел Хаус. Разработка сериала началась к сентябрю 2018 года, и Эндрюс и Брэдли присоединились вскоре после этого, и ожидалось, что множество актёров вернутся к своим ролям из фильмов КВМ. Анимацию к эпизоду предоставила студия «Squeeze», причём Стефан Франк выступил в качестве главы анимации.
«Что, если… Тор был бы единственным ребёнком?» был выпущен на «Disney+» 22 сентября 2021 года. Эпизод был хорошо принят и получил высокую оценку за его тон, комедию, сцену боя между Тором и Капитаном Марвел (Дэниэлс) и выступления Хемсворта, Портман и Деннингс.

## Сюжет
В 965 году, ближе к концу войны между Асгардом и Йотунхеймом, Один находит Ледяного великана Локи и относит его к его отцу Лафею, заключая перемирие с Ледяными великанами. Годы спустя, когда Один погружается в Сон, его жена Фригга поручает их сыну Тору учиться, пока она навещает своих сестёр. Вместо этого Тор отправляется на Землю, чтобы начать вечеринку, приглашая людей, асгардцев и инопланетян. Астрофизик Джейн Фостер предупреждает правительство, но после встречи с Тором она сближается с ним. Директор «Щ.И.Т.» Ник Фьюри пытается остановить Тора, но его случайно вырубает Корг.
На следующий день исполняющая обязанности директора «Щ.И.Т.» Мария Хилл встречается с Фостер из-за её предупреждения. Когда прибывает всё больше инопланетян, и Тор начинает устраивать разрушительные вечеринки по всему миру, Хилл вызывает Кэрол Дэнверс, чтобы убедить Тора уйти. Он отказывается, и они сражаются, и Тор в конце концов побеждает её, когда она отказывается использовать всю свою силу из-за страха устроить жертвы. После этого, коллега Фостер, Дарси Льюис, предлагает, чтобы Дэнверс атаковала Тора в менее населённых территориях.
В поисках более мирного решения, Фостер связывается с Хеймдаллем, который помогает ей встретиться с Фриггой и объяснить ситуацию. Пока Дэнверс сражается с Тором в Сибири, Хилл санкционирует ядерный удар по Тору, но и он, и бой прерываются, когда Фригга связывается с Тором и говорит ему, что она скоро вернётся. Испугавшись, Тор завершает вечеринки и убеждает тусовщиков помочь ему прибраться. Прибывает Фригга и обнаруживает, что Тор учится со своей свитой, а также свидетельства вечеринки, несмотря на попытки Дэнверс помочь Тору.
Прежде чем вернуться в Асгард, Тор навещает Фостер, чтобы простить и поблагодарить её за то, что она связалась с Фриггой. Фостер предлагает ему пригласить её на свидание. Внезапно, Тор сталкивается с альтернативной версией Альтрона в теле Вижна, который владеет всеми шестью Камнями Бесконечности.

## Производство

### Разработка
К сентябрю 2018 года «Marvel Studios» разрабатывала анимационный сериал-антологию, основанный на серии комиксах «What If», в котором будет рассмотрено, как бы изменились фильмы Кинематографической вселенной Marvel (КВМ), если бы определённые события произошли по-другому. Главный сценарист А. С. Брэдли присоединилась к проекту в октябре 2018 года, в то время как режиссёр Брайан Эндрюс встретился с исполнительным продюсером «Marvel Studios» Брэдом Виндербаумом по поводу проекта ещё в 2018 году; об участии Брэдли и Эндрюса было официально объявлено в августе 2019 года. Они вместе с Виндербаумом, Кевином Файги, Луисом Д’Эспозито и Викторией Алонсо стали исполнительными продюсерами:2. Брэдли написала сценарий к седьмому эпизоду под названием «Что, если… Тор был бы единственным ребёнком?», в котором представлена альтернативная сюжетная линия фильма «Тор». «Что, если… Тор был бы единственным ребёнком?» был выпущен на «Disney+» 22 сентября 2021 года.

### Сценарий
В альтернативной сюжетной линии эпизода Тор ведёт образ жизни тусовщика вместо того, чтобы стать серьёзным супергероем в качестве Бога Грома из-за того, что он никогда не воспитывался вместе со своим приёмным братом Локи. История, менее серьёзная, чем другие эпизоды сезона, была вдохновлена фильмами о вечеринках и романтическими комедиями 1980-х и 1990-х годов. Будучи фанаткой романтических отношений Тора с Джейн Фостер, Брэдли хотела сыграть с их историей любви без «рамок трагедии». Она также отметила, как отсутствие Локи во время взросления Тора повлияло на Тора, так как озорной Локи всегда делал Тора похожим на хорошо воспитанного сына, и теперь его приёмный брат не втягивал его в неприятности, что сделало его менее заинтересованным в том, чтобы стать царём Асгарда. Эндрюс чувствовал, что эпизод изобретает совершенно иного Тора, чем комедийного, увиденного в фильмах «Тор: Рагнарёк» (2017) и «Мстители: Финал» (2019). В отличие от четвёртого эпизода шоу, Брэдли считала сюжет этого эпизода «менее трагичным», более «весёлым и дурацким».

### Подбор актёров
Джеффри Райт повествует события эпизода в роли Наблюдателя, причём «Marvel» планирует, чтобы другие персонажи сериала были озвучены актёрами, которые изображали их в фильмах КВМ. В этом эпизоде вернулись актёры из «Тора» Крис Хемсворт (Тор), Натали Портман (Джейн Фостер), Том Хиддлстон (Локи), Кэт Деннингс (Дарси Льюис), Сэмюэл Л. Джексон (Ник Фьюри), Кларк Грегг (Фил Колсон) и Джейми Александр (Сиф), а также актёры из фильма «Тор: Рагнарёк» Джефф Голдблюм (Грандмастер), Тайка Вайтити (Корг), Рэйчел Хаус (Топаз) и Клэнси Браун (Суртур). Также к своим ролям из КВМ вернулись Коби Смолдерс (Мария Хилл), Фрэнк Грилло (Брок Рамлоу), Карен Гиллан (Небула) и Сет Грин (Утка Говард). Когда Грин записал свои реплики, Брэдли предложила ему, чтобы он записал свою роль как «отсылку» к фильму «Не могу дождаться» (1998), не зная, что Грин ранее снимался в этом фильме.
Александра Дэниэлс и Фред Таташор вернулись к своим соответствующим ролям Кэрол Дэнверс / Капитана Марвел и Дракса из третьего и второго эпизодов, в которых они заменили звёзд КВМ Бри Ларсон и Дэйва Батисту. Таташор также озвучивает Вольштагга, заменив Рэя Стивенсона. Другие актёры, заменившие звёзд КВМ в эпизоде, включают Джозетт Илз в роли Фригги, заменившую Рене Руссо, Дэвида Чена в роли Огуна, заменившего Таданобу Асано, и Макса Миттелмана в роли Фандрала, заменившего Закари Ливая.
Эпизод был записан позже в ходе разработки первого сезона шоу, что позволило актёрам, уже имевшим опыт работы в более ранних эпизодах, по-разному импровизировать свои реплики. Эпизод включает эпизодические появления нескольких персонажей КВМ, хотя они не произносит ни одной реплики; в их числе Один, Хеймдалл, Валькирия, Скурдж и Ледяные великаны из фильмов про Тора, а также Ракета, Йонду Удонта, Мантис, Альтрон/Вижен и представители рас Скруллов и Суверенов.

### Анимация
Анимацию к эпизоду предоставила студия «Squeeze»:4, причём Стефан Франк выступил в качестве главы анимации. Эндрюс разработал сел-шейдинговый стиль анимации сериала с Райаном Майнердингом, главой отдела визуального развития «Marvel Studios». Хотя сериал имеет последовательный художественный стиль, такие элементы, как цветовая палитра, различаются между эпизодами:4.

### Музыка
Саундтрек к эпизоду был выпущен в цифровом формате компаниями «Marvel Music» и «Hollywood Records» 24 сентября 2021 года и содержал музыку композитора Лоры Карпман.
| №                   | Название                   | Длительность |
| ------------------- | -------------------------- | ------------ |
| 1.                  | «They're Here»             | 1:08         |
| 2.                  | «Different Prince»         | 0:59         |
| 3.                  | «Solstice»                 | 1:25         |
| 4.                  | «Company's Here»           | 0:46         |
| 5.                  | «Your Party»               | 1:43         |
| 6.                  | «Butt Ugly Popsicle Stick» | 0:37         |
| 7.                  | «Make a Wish»              | 1:00         |
| 8.                  | «Party Pooper / Hammerang» | 0:55         |
| 9.                  | «Party Foul»               | 1:08         |
| 10.                 | «Goose»                    | 1:10         |
| 11.                 | «See You Again»            | 0:43         |
| 12.                 | «Kaboom»                   | 0:40         |
| 13.                 | «Waddling Back»            | 0:41         |
| 14.                 | «Good to Go / Distracted»  | 1:23         |
| 15.                 | «Mellow / OH NO!!!!»       | 1:31         |
| 16.                 | «Get It Together»          | 1:30         |
| 17.                 | «Pooping the Party»        | 1:08         |
| 18.                 | «She's Coming!»            | 0:46         |
| 19.                 | «You Called»               | 1:11         |
| 20.                 | «Study Group»              | 1:16         |
| Общая длительность: | Общая длительность:        | 21:40        |

## Маркетинг
24 сентября 2021 года «Marvel» выпустила постер к эпизоду, на котором были изображены Грандмастер, Тор и Утка Говард вместе с цитатой из эпизода. После выхода серии «Marvel» объявила выпуск товаров, вдохновлённых эпизодом, в рамках еженедельной акции «Marvel Must Haves» для каждого эпизода сериала, включая одежду, аксессуары и «Funko Pop» на основе Тора.

## Реакция
Кристен Ховард из «Den of Geek» высоко оценила взаимодействие между Хемсвортом и Хиддлстоном, сославшись на то, как интересно было видеть их отношения без «соперничества и обиды», которые они демонстрируют в фильмах. Она похвалила актёрскую игру Деннингс, которую она положительно сравнила с озвучками из предыдущих эпизодов. Ховард посчитала, что бой между Дэнверс и Тором была «великолепно скомпонована», она считала, что кульминация эпизода с клиффхэнгером, заканчивающаяся появлением Альтрона, была «превосходной», и дала эпизоду 4,5 звёзд из 5. Том Йоргенсен из «IGN» назвал его «пока что самым забавным эпизодом сериала», который он оценил как «отличное изменение темпа» по сравнению с серьёзным характером предыдущих эпизодов, и сравнил его тон с фильмом «Тор: Рагнарёк», дав ему оценку 8 из 10. Йоргенсен высоко оценил анимацию и отсылки на Золотой век американской анимации, такие как названия, написанные по странам. Он также отметил комедийное выступление Хемсворта и «более лёгкую, дерзкую» версию Джейн Фостер от Портман. Однако он посчитал, что появление Дэнверс было «немного принуждённым».
Карен Раут из «Hypable» сравнила воплощение Тора в эпизоде с изображением Джеймса Ханта в исполнении Хемсворта в «Гонке» (2013). Она также высоко оценила изменение тона в сторону комедии, как и Амон Варманн, который счёл это освежающим в своём обзоре для Yahoo! Movies. Варманн усомнился в правдоподобности этой посылки, но счёл её оправданной, поскольку она «служит развлечению». Он высоко оценил выступления Дэниэлс и Деннингс и подумал, что химия между Хемсвортом и Портман была положительным знаком для их повторного появления в фильме «Тор: Любовь и гром» (2022). И наоборот, Сэм Барсанти из «The A.V. Club» был более критичен к другому тону эпизода, который, по его мнению, упустил возможность дать «несколько продуманных мета-комментариев к КВМ», дав ему оценку «C+». Барсанти считал, что комедия не была ориентирована на КВМ или недостаточно сильна для полностью комедийного эпизода, и чувствовал, что предпосылка была вынужденной и неестественной для персонажей. Он также раскритиковал отсутствие Ларсон, утверждая, что «некоторые из этих историй работают только в том случае, если в них участвуют киноактёры». Тем не менее, он подчеркнул выступление Деннингс и похвалил сцену боя Тора и Дэнверс, отметив её как дань уважения «Жемчугу дракона».

## Комментарии
1. ↑  Выбор Одина — отдать Локи — момент, когда события эпизода расходятся с событиями фильма «Тор» (2011).